# گرمای اختلاط
گرمای اختلاط یا آنتالپی اختلاط، گرمایی است که از ترکیب دو مادهٔ شیمیایی که با هم واکنش نمی‌دهند آزاد می‌شود یا گرفته می‌شود. هرگاه آنتالپی مادهٔ ترکیبی مثبت باشد، مخلوط، گرماگیر است و هرگاه منفی باشد، گرماده است. در محلول ایده‌آل آنتالپی مخلوط صفر است. در محلول‌های غیرایده‌آل فعالیت ترمودینامیکی هر جزء متفاوت از حاصل ضرب غلظت آن در ضریب فعالیت.